# Domenico Capranica
Domenico Capranica (ur. 31 maja 1400 w Capranica Prenestina, zm. 14 sierpnia 1458 w Rzymie) – włoski kardynał i teolog.

## Życiorys
Był synem Niccoló Pantagati da Capranica i jego żony, Iacobelli, a jego bratem był kardynał Angelo Capranica. Studiował prawo kanoniczne i prawo cywilne na uniwersytetach w Padwie i Bolonii, pod okiem kardynałów Giuliana Cesariniego i Mikołaja z Kuzy. W wieku 21 lat otrzymał tytuł doktora utroque iure. W 1418 roku został sekretarzem papieża Marcina V, a sześć lat później mianowano go protonotariuszem apostolskim. 24 maja 1426 został kreowany kardynałem in pectore. Tak szybki awans w hierarchii kościelnej zawdzięczał zręcznym działaniom politycznym i wojskowym, a także stłumieniu rebelii w Bolonii. Kardynałem S. Maria in Via Lata został dopiero w 8 listopada 1430 roku. W międzyczasie w 1424 został także biskupem Fermo.
Ze względów proceduralnych, nie uczestniczył w konklawe w 1431 roku, które wybrało Eugeniusza IV. Nowy papież odmówił Capranice zatwierdzenia nominanacji kardynalskiej. Wkrótce potem, w 1432, Capranica odwołał się od tej decyzji do soboru w Bazylei. Sobór zatwierdził wówczas jego nominację, lecz w odpowiedzi papież pozbawił go beneficjów kościelnych, za odwołanie do soboru. Jego sekretarzem w tym okresie był Enea Piccolomini, przyszły kardynał i papież Pius II. 8 lipca 1434 roku, Capranica został jednak serdecznie przyjęty przez Eugeniusza IV we Florencji, gdzie potwierdzono jego tytuł kardynalski oraz posiadane beneficja. W 1438 został kamerlingiem Kolegium kardynałów. Kilkukrotnie był także legatem w Marchii Ankońskiej (1443/44 i 1447) oraz w Umbrii (1445/46), w 1447 roku został archiprezbiterem bazyliki św. Jana na Lateranie, a dwa lata później wielkim penitencjariuszem. Brał udział w konklawe 1447 i konklawe 1455.
Zmarł w wyniku ataku gwałtownej gorączki 14 sierpnia 1458 roku, na dwa dni przed rozpoczęciem konklawe.